# Lijst van voetbalinterlands Koeweit - Saoedi-Arabië
Deze lijst van voetbalinterlands is een overzicht van alle officiële voetbalinterlands tussen de nationale teams van Koeweit en Saoedi-Arabië. De landen hebben tot nu toe 42 keer tegen elkaar gespeeld. De eerste ontmoeting, een wedstrijd tijdens de Golf Cup of Nations 1970, werd gespeeld in Manama (Bahrein) op 28 maart 1970. Het laatste duel, een vriendschappelijke wedstrijd, vond plaats op 25 maart 2021 in Riyad.

## Wedstrijden
| №  | Plaats       | Datum             | Competitie               | Wedstrijd               | Uitslag |
| -- | ------------ | ----------------- | ------------------------ | ----------------------- | ------- |
| 1  | Manama       | 28 maart 1970     | Golf Cup of Nations 1970 | Koeweit − Saoedi-Arabië | 3 − 1   |
| 2  | Riyad        | 16 maart 1972     | Golf Cup of Nations 1972 | Saoedi-Arabië − Koeweit | 2 − 2   |
| 3  | Koeweit      | 29 maart 1974     | Golf Cup of Nations 1974 | Koeweit − Saoedi-Arabië | 4 − 0   |
| 4  | Doha         | 11 april 1976     | Golf Cup of Nations 1976 | Koeweit − Saoedi-Arabië | 3 − 1   |
| 5  | Bagdad       | 5 april 1979      | Golf Cup of Nations 1979 | Saoedi-Arabië − Koeweit | 0 − 0   |
| 6  | Riyad        | 4 oktober 1981    | WK 1982 kwalificatie     | Saoedi-Arabië − Koeweit | 0 − 1   |
| 7  | Koeweit      | 7 december 1981   | WK 1982 kwalificatie     | Koeweit − Saoedi-Arabië | 2 − 0   |
| 8  | Abu Dhabi    | 26 maart 1982     | Golf Cup of Nations 1982 | Koeweit − Saoedi-Arabië | 1 − 0   |
| 9  | Muscat       | 20 maart 1984     | Golf Cup of Nations 1984 | Saoedi-Arabië − Koeweit | 1 − 1   |
| 10 | Singapore    | 11 december 1984  | Azië Cup 1984            | Saoedi-Arabië − Koeweit | 1 − 0   |
| 11 | Riffa        | 23 maart 1986     | Golf Cup of Nations 1986 | Saoedi-Arabië − Koeweit | 1 − 3   |
| 12 | Seoel        | 3 oktober 1986    | Aziatische Spelen 1986   | Saoedi-Arabië − Koeweit | 2 − 2   |
| 13 | Riyad        | 18 maart 1988     | Golf Cup of Nations 1988 | Koeweit − Saoedi-Arabië | 0 − 0   |
| 14 | Doha         | 5 december 1988   | Azië Cup 1988            | Saoedi-Arabië − Koeweit | 0 − 0   |
| 15 | Aleppo       | 14 september 1992 | Vriendschappelijk        | Koeweit − Saoedi-Arabië | 0 − 2   |
| 16 | Doha         | 6 december 1992   | Golf Cup of Nations 1992 | Koeweit − Saoedi-Arabië | 1 − 2   |
| 17 | Kuala Lumpur | 5 mei 1993        | WK 1994 kwalificatie     | Koeweit − Saoedi-Arabië | 0 − 0   |
| 18 | Taif         | 18 mei 1993       | WK 1994 kwalificatie     | Saoedi-Arabië − Koeweit | 2 − 0   |
| 19 | Abu Dhabi    | 16 november 1994  | Golf Cup of Nations 1994 | Koeweit − Saoedi-Arabië | 0 − 2   |
| 20 | Muscat       | 24 oktober 1996   | Golf Cup of Nations 1996 | Saoedi-Arabië − Koeweit | 0 − 1   |
| 21 | Taif         | 14 september 1997 | WK 1998 kwalificatie     | Saoedi-Arabië − Koeweit | 2 − 1   |
| 22 | Koeweit      | 17 oktober 1997   | WK 1998 kwalificatie     | Koeweit − Saoedi-Arabië | 2 − 1   |
| 23 | Doha         | 29 september 1998 | Arab Nations Cup 1998    | Saoedi-Arabië − Koeweit | 2 − 1   |
| 24 | Riffa        | 31 oktober 1998   | Golf Cup of Nations 1998 | Koeweit − Saoedi-Arabië | 1 − 2   |
| 25 | Beiroet      | 24 oktober 2000   | Azië Cup 2000            | Koeweit − Saoedi-Arabië | 2 − 3   |
| 26 | Riyad        | 16 januari 2002   | Golf Cup of Nations 2002 | Saoedi-Arabië − Koeweit | 1 − 1   |
| 27 | Koeweit      | 4 januari 2004    | Golf Cup of Nations 2003 | Koeweit − Saoedi-Arabië | 1 − 1   |
| 28 | Riyad        | 1 september 2004  | Vriendschappelijk        | Saoedi-Arabië − Koeweit | 1 − 1   |
| 29 | Doha         | 11 december 2004  | Golf Cup of Nations 2004 | Saoedi-Arabië − Koeweit | 1 − 2   |
| 30 | Koeweit      | 30 maart 2005     | WK 2006 kwalificatie     | Koeweit − Saoedi-Arabië | 0 − 0   |
| 31 | Riyad        | 3 juni 2005       | WK 2006 kwalificatie     | Saoedi-Arabië − Koeweit | 3 − 0   |
| 32 | Dammam       | 27 mei 2008       | Vriendschappelijk        | Saoedi-Arabië − Koeweit | 2 − 1   |
| 33 | Muscat       | 14 januari 2009   | Golf Cup of Nations 2009 | Saoedi-Arabië − Koeweit | 1 − 0   |
| 34 | Zinjibar     | 25 november 2010  | Golf Cup of Nations 2010 | Saoedi-Arabië − Koeweit | 0 − 0   |
| 35 | Aden         | 5 december 2010   | Golf Cup of Nations 2010 | Koeweit − Saoedi-Arabië | 1 − 0   |
| 36 | Amman        | 16 juli 2011      | Vriendschappelijk        | Koeweit − Saoedi-Arabië | 1 − 0   |
| 37 | Taif         | 22 juni 2012      | Arab Nations Cup 2012    | Saoedi-Arabië − Koeweit | 4 − 0   |
| 38 | Riffa        | 12 januari 2013   | Golf Cup of Nations 2013 | Koeweit − Saoedi-Arabië | 1 − 0   |
| 39 | Koeweit      | 22 december 2017  | Golf Cup of Nations 2017 | Koeweit − Saoedi-Arabië | 1 − 2   |
| 40 | Erbil        | 4 augustus 2019   | West-Azië Cup 2019       | Saoedi-Arabië − Koeweit | 1 − 2   |
| 41 | Doha         | 27 november 2019  | Golf Cup of Nations 2019 | Saoedi-Arabië − Koeweit | 1 − 3   |
| 42 | Riyad        | 25 maart 2021     | Vriendschappelijk        | Saoedi-Arabië − Koeweit | 1 − 0   |

## Samenvatting
| Competitie          | Totaal gespeeld | Winst Koeweit | Gelijk | Winst Saoedi-Arabië | Doelsaldo Koeweit – Saoedi-Arabië |
| ------------------- | --------------- | ------------- | ------ | ------------------- | --------------------------------- |
| WK-kwalificatie     | 8               | 3             | 2      | 3                   | 6 − 8                             |
| Azië Cup            | 3               | 0             | 1      | 2                   | 2 − 4                             |
| West-Azië Cup       | 1               | 1             | 0      | 0                   | 2 − 1                             |
| Golf Cup of Nations | 22              | 10            | 7      | 5                   | 30 − 19                           |
| Arab Nations Cup    | 2               | 0             | 0      | 2                   | 1 − 6                             |
| Aziatische Spelen   | 1               | 0             | 1      | 0                   | 2 − 2                             |
| Vriendschappelijk   | 5               | 1             | 1      | 3                   | 3 − 6                             |
| Totaal              | 42              | 15            | 12     | 15                  | 46 − 46                           |

KFA · A-internationals · Bondscoaches · Statistieken · Koeweits vrouwenelftal · Koeweit U21 · Koeweit U20 · Koeweit U19 · Koeweit U18 · Koeweit U17
1960 – 1969 · 
1970 – 1979 · 
1980 – 1989 · 
1990 – 1999 · 
2000 – 2009 · 
2010 – 2019 ·
2020 − 2029
WK 1982
OS 1980 ·
OS 1992 ·
OS 2000
1961 · 
1962 · 
1963 · 
1964 · 
1965 · 
1966 · 
1967 · 
1968 · 
1969 · 
1970 · 
1971 · 
1972 · 
1973 · 
1974 · 
1975 · 
1976 · 
1977 · 
1978 · 
1979 · 
1980 · 
1981 · 
1982 · 
1983 · 
1984 · 
1985 · 
1986 · 
1987 · 
1988 · 
1989 · 
1990 · 
1991 · 
1992 · 
1993 · 
1994 · 
1995 · 
1996 · 
1997 · 
1998 · 
1999 · 
2000 · 
2001 · 
2002 · 
2003 · 
2004 · 
2005 · 
2006 · 
2007 · 
2008 · 
2009 · 
2010 · 
2011 · 
2012 · 
2013 ·
2014 ·
2015 ·
2016 ·
2017 ·
2018 ·
2019 ·
2020 ·
2021 ·
2022
Afghanistan ·
Algerije ·
Armenië ·
Australië ·
Azerbeidzjan ·
Bahrein ·
Bangladesh ·
Bhutan ·
Bosnië en Herzegovina ·
Bulgarije ·
Cambodja ·
China ·
Colombia · 
Cyprus ·
DDR ·
Duitsland ·
Ecuador ·
Egypte ·
Engeland ·
Filipijnen ·
Finland ·
Frankrijk ·
Hongarije · 
Hongkong ·
IJsland ·
India ·
Indonesië ·
Irak ·
Iran ·
Ivoorkust ·
Japan ·
Jemen ·
Jordanië ·
Kameroen ·
Kazachstan ·
Kenia ·
Kirgizië ·
Laos ·
Letland ·
Libanon ·
Libië ·
Litouwen ·
Macau ·
Maleisië ·
Mali ·
Malta ·
Marokko ·
Mongolië ·
Myanmar ·
Nepal ·
Nieuw-Zeeland ·
Noord-Korea ·
Noorwegen ·
Oeganda ·
Oezbekistan ·
Oman ·
Pakistan ·
Palestina ·
Polen ·
Portugal ·
Qatar ·
Saoedi-Arabië ·
Singapore ·
Slowakije ·
Soedan ·
Sovjet-Unie ·
Syrië ·
Tadzjikistan ·
Taiwan ·
Thailand ·
Trinidad en Tobago ·
Tsjechië ·
Tsjecho-Slowakije ·
Tunesië ·
Turkmenistan ·
Verenigde Arabische Emiraten ·
Verenigde Staten ·
Vietnam ·
Wales ·
Zambia ·
Zimbabwe ·
Zuid-Korea ·
Zuid-Vietnam
Engeland (1982) · 
Frankrijk (1982) · 
Tsjecho-Slowakije (1982)
SAFF · A-internationals · Selecties · Bondscoaches · Statistieken · Saoedi-Arabisch vrouwenelftal · Saoedi-Arabië U21 · Saoedi-Arabië U20 · Saoedi-Arabië U19 · Saoedi-Arabië U18 · Saoedi-Arabië U17
1950 – 1959 · 
1960 – 1969 · 
1970 – 1979 · 
1980 – 1989 · 
1990 – 1999 · 
2000 – 2009 · 
2010 – 2019 ·
2020 − 2029
WK 1994 · 
WK 1998 · 
WK 2002 · 
WK 2006 · 
WK 2018
OS 1984 · 
OS 1996 · 
OS 2020
1957 · 
1958 · 1959 · 1960 · 
1961 · 
1962 · 
1963 · 
1964 · 1965 · 1966 · 
1967 · 
1968 · 
1969 · 
1970 · 
1971 · 
1972 · 
1973 · 
1974 · 
1975 · 
1976 · 
1977 · 
1978 · 
1979 · 
1980 · 
1981 · 
1982 · 
1983 · 
1984 · 
1985 · 
1986 · 
1987 · 
1988 · 
1989 · 
1990 · 
1991 · 
1992 · 
1993 · 
1994 · 
1995 · 
1996 · 
1997 · 
1998 · 
1999 · 
2000 · 
2001 · 
2002 · 
2003 · 
2004 · 
2005 · 
2006 · 
2007 · 
2008 · 
2009 · 
2010 · 
2011 · 
2012 · 
2013 ·
2014 ·
2015 ·
2016 ·
2017 ·
2018 ·
2019 ·
2020 ·
2021 ·
2022 ·
2023
Afghanistan · 
Albanië ·
Algerije · 
Angola · 
Argentinië · 
Australië · 
Azerbeidzjan · 
Bahrein · 
Bangladesh · 
België · 
Bhutan · 
Bolivia · 
Brazilië · 
Bulgarije · 
Cambodja ·
Canada · 
Chili · 
China · 
Colombia ·
Congo-Brazzaville · 
Congo-Kinshasa · 
Costa Rica · 
Cyprus · 
Denemarken · 
Duitsland · 
Ecuador ·
Egypte · 
Engeland · 
Equatoriaal-Guinea ·
Estland · 
Finland · 
Frankrijk · 
Gabon · 
Gambia ·
Georgië · 
Ghana · 
Griekenland ·
Honduras · 
Hongarije · 
Hongkong · 
Ierland · 
IJsland · 
India · 
Indonesië · 
Irak · 
Iran · 
Italië ·
Jamaica · 
Japan · 
Jemen · 
Jordanië · 
Kameroen · 
Kazachstan · 
Kirgizië · 
Koeweit · 
Kroatië ·
Laos ·
Letland ·
Libanon · 
Libië · 
Liechtenstein · 
Litouwen ·
Luxemburg · 
Macau ·  
Maleisië · 
Mali · 
Marokko · 
Mauritanië · 
Mexico · 
Moldavië ·
Mongolië · 
Namibië · 
Nederland · 
Nepal · 
Nieuw-Zeeland · 
Nigeria · 
Noord-Korea ·
Noord-Macedonië ·
Noorwegen ·
Oeganda · 
Oekraïne · 
Oezbekistan · 
Oman · 
Oost-Timor ·
Pakistan ·
Palestina · 
Panama ·
Paraguay · 
Peru ·
Polen · 
Portugal · 
Qatar · 
Rusland · 
Schotland · 
Senegal · 
Singapore · 
Slovenië · 
Slowakije · 
Soedan · 
Spanje · 
Sri Lanka · 
Syrië · 
Tadzjikistan · 
Taiwan · 
Tanzania · 
Thailand · 
Togo · 
Trinidad en Tobago · 
Tsjechië · 
Tunesië · 
Turkije · 
Turkmenistan · 
Uruguay · 
Venezuela · 
Verenigde Arabische Emiraten · 
Verenigde Staten · 
Vietnam · 
Wales · 
Wit-Rusland · 
Zambia ·
Zimbabwe ·
Zuid-Afrika · 
Zuid-Jemen · 
Zuid-Korea · 
Zweden
Argentinië (1992) · 
Argentinië (2022) · 
Egypte (2018) · 
Oekraïne (2006) · 
Rusland (2018) ·
Spanje (2006) ·
Tunesië (2006) ·
Uruguay (2018)